# 하성광
하성광(1970년 2월 3일 ~ )은 대한민국의 배우이다.

## 출연 작품

### 영화
- 《결백》 (2020년) - 최봉수 역
- 《낯선 오후》 (2019년)
- 《항거: 유관순 이야기》 (2019년) - 소지 역
- 《60일의 썸머》 (2018년) - 민성 역
- 《재심》 (2017년) - 목격자 역
- 《조작된 도시》 (2017년) - 피시방 주인 역
- 《수난이대》 (2016년) - 근찬 역
- 《섬. 사라진 사람들》 (2016년) - 하씨 역
- 《슬로우 비디오》 (2014년) - 구멍가게사장 역
- 《타짜: 신의 손》 (2014년) - 안산 다크나이트 역
- 《헬로우 고스트》 (2014년) - 뽑기 주인 역
- 《영건 탐정사무소》 (2012년) - 브로커 김씨 역
- 《집으로 오는 길》 (2012년)
- 《그 여름의 바다》 (2010년)
- 《이웃집 좀비》 (2010년) - 도둑 역
- 《차우》 (2009년) - 선배 역
- 《스페어》 (2008년) - 전라도 고수 (목소리) 역
- 《추격자》 (2008년) - 박 형사 역
- 《마을금고 연쇄습격사건》 (2007년) - 이 기자 역
- 《예의없는 것들》 (2006년) - 살아남은 약쟁이 역
- 《웰컴 투 동막골》 (2005년) - 락 3인방 역

### 드라마
- 《크래시》 (2024년, ENA) - 이정섭 역
- 《기적의 형제》 (2023년, JTBC) - 안현묵 역
- 《레이스》 (2023년, Disney+) - 진병만 역
- 《천원짜리 변호사》 (2022년, SBS) - 서영준 역
- 《지금부터, 쇼타임!》 (2022년, MBC) - 오소리 역
- 《며느라기2…ing》 (2022년, 카카오TV) - 무남해 역
- 《며느라기》 (2021년, 카카오TV) - 무남해 역
- 《비밀의 숲 2》 (2020년, tvN) - 김명한 역
- 《본 대로 말하라》 (2020년, OCN) - 차만석 역
- 《어비스》 (2019년, tvN) - 세연 역
- 《녹두꽃》 (2019년, SBS) - 이건영 역
- 《해치》 (2019년, SBS) - 자동 역
- 《라이프 온 마스》 (2018년, OCN) - 2018년 김현석 역
- 《천추태후》 (2009년, KBS2) - 채기 역

### 연극
- 《리어외전》
- 《엔드게임》
- 《명품인생 백만근》
- 《3월의 눈》
- 《생각은 자유》
- 《고모를 찾습니다》
- 《조씨고아, 복수의 씨앗》
- 《더 파워》
- 《남산에서 길을 잃다》
- 《농담》
- 《기름고래의 실종》
- 《풍찬노숙》
- 《이형사님 수사법》
- 《인어도시》
- 《용산, 의자들》
- 《70분간의 연애》
- 《관객모독》

## 수상
- 2000년 문화부장관상
- 2006년 서울연극제 신인연기상
- 2015년 대한민국연극대상 연기상
- 2016년 동아연극상 연기상